# Tetuão (província)
Tetuão é uma província de Marrocos, que pertence administrativamente à região de Tânger-Tetuão-Al Hoceima. Histórica e culturalmente faz parte da Jebala. A sua capital é a cidade de Tetuão.
Tem uma área de 2 541 km² e 550 374 habitantes (em 2014), sendo a sua densidade populacional de 216 hab./km².
Durante o Protetorado Espanhol em Marrocos, a capital deste protetorado foi a cidade de Tetuão.

## Locais de interesse histórico
A Almedina de Tetuão está classificada como Património Mundial da Humanidade pela UNESCO.